# TopChrétien
TopChrétien  est un portail web chrétien évangélique et un réseau social regroupant des sites et services Internet géré par TopMission. Le site a été mis en ligne en juillet 1999, en France, par Éric Célérier.

## Histoire
En 1997, Éric Célérier, pasteur chrétien, dans la région de Lyon, à Givors, monte un site web pour son église, affiliée aux Assemblées de Dieu ,. Il espérait rejoindre des personnes de la ville ou de la région. Mais la première personne à le contacter par le biais du site est un Brésilien qui étudiait l'espagnol dans son pays et qui recherchait des chrétiens pour l’héberger, durant un futur séjour en France. Cette correspondance lui fait comprendre le potentiel d’Internet.  Après la publication d’un deuxième site, un ami lui parle de l’idée de création d’un portail chrétien sur le web.  Avec l’aide d’Estelle Martin, une Suissesse, il lance le TopChrétien en juillet 1999,.  Dans ses débuts, le site comporte une section de texte de réflexion, une section d’information sur l’actualité internationale et une section petite annonce qui a pour but de favoriser le dialogue entre croyants .  À cela viendront s’ajouter un réseau social et des vidéos (prédication ou musique chrétienne) .  En 2000, l'association TopChrétien Francophone est créée. En 2002, le site compte des centaines de bénévoles.  En 2007, vient la création de l'association TopMission qui s’occupera de la gestion du site.  En 2011, une section de formation s’implante.
En 2015, le site Jesus.net, créé par top chrétien, existe en 20 langues.

## Fonctionnalités
Le site permet différentes fonctionnalités.  Il est possible de lire, écouter ou voir des messages dans la section  TopMessages ,. TopFormations  permet aux membres de suivre une formation pratique sur différentes thématiques, telle la préparation au mariage, la vie familiale et la santé émotionnelle.  TopMusic diffuse de la musique chrétienne contemporaine (audio ou vidéo). Un contenu adapté aux enfants est disponible dans la section TopKids.
La Pensée du Jour, un texte de réflexion, avec un auteur différent chaque jour, est également publiée. Le site rend accessible divers documents numériques et différentes traductions francophone de la Bible dans la section TopBible.
De nombreuses applications de fonctionnalités principales du site sont déclinées  : TopChrétien, TopMusic, TopBible, PassLeMot.

## Statistiques
Dans ses six premières années d’existence, le site reçoit 15 millions de visites.  En 2009, le site comptait 1,2 million de visites par mois. En 2021, l'audience quotidienne du TopChrétien (sites, applications mobile et réseaux sociaux) avoisine les 350 000 personnes.

## Critiques
TopChrétien a été critiqué pour suivre de trop près les méthodes de la théologie de la prospérité et donner beaucoup d'importance à ses chiffres d'audience . Le portail a répondu à cela en adoptant un ton moins sensationnaliste à leur propos.
TopChrétien a adopté une plus grande transparence financière après avoir été critiqué pour le montant de ses dépenses.